# Karel Weirich
Karel Weirich (* 2. Juli 1906 in Rom; † 1981 ebenda) war ein tschechischer Journalist und Korrespondent. Während des Zweiten Weltkriegs rettete er zahlreichen tschechoslowakischen Juden das Leben.

## Leben
Weirichs Eltern emigrierten vor seiner Geburt nach Italien. Nach der Matura begann er bei den päpstlichen Missionswerken zu arbeiten. Er schrieb für die amtliche vatikanische Tageszeitung L’Osservatore Romano und den Messaggero Artikel über die Tschechoslowakei. Im Jahre 1935 wurde er ständiger Korrespondent der tschechoslowakischen Presseagentur ČTK in Vatikan und Italien. 1941 wurde er wegen seiner antinazistischen Stellungnahmen entlassen.
Weirich wurde Teil des Widerstands und er half im Geheimen Ausländern, die sich in Italien vor dem mit den Nationalsozialisten kooperierenden faschistischen Regime versteckten, mit Nahrungsmitteln, Medikamenten und Dokumenten. Insbesondere half er einigen Hundert jüdischen Häftlingen aus der Tschechoslowakei, die im Internierungslager Ferramonti di Tarsia integriert wurden; es handelte sich um Überlebende des gestrandeten Schiffes Pentcho, das die Juden nach Palästina bringen sollte. 1944 wurde Weirich von der Gestapo festgenommen und zum Tod verurteilt. Später wurde die Strafe auf 18 Jahre Schwerarbeit gemildert. Im Mai 1945 wurde er von den Amerikanern aus dem Gefängnis in Bayern befreit. Nach dem Krieg blieb Weirich in Italien.